# Lebermoose
Die Lebermoose (Marchantiophyta) sind eine Abteilung der Pflanzen und eine der drei Gruppen, die als Moose bezeichnet werden. Sie umfassen ca. 9000 Arten.

## Merkmale
Die Unterscheidungsmerkmale zu den Laubmoosen (Bryophyta) sind beim Gametophyten:
- Das Protonema ist reduziert und besteht nur aus wenigen Zellen.
- Die Rhizoiden sind einzellig.
- Die beblätterten Lebermoose besitzen drei Zeilen von Blättern. Die ventrale (unten) liegende Reihe von Blättern ist kleiner und meist von anderer Gestalt und wird Unterblätter (Amphigastrien) genannt. Sie kann auch fehlen.
- Die Blätter haben keine Rippe.
- Die Zellform ist isodiametrisch, also eher rundlich, während die Laubmoose häufig längliche (prosenchymatische) Zellen haben.
- Die Zellen von Thallus oder Blatt besitzen oft Ölkörper.
- Die Antheridien und Archegonien haben keine Paraphysen.

Der Gametophyt ist vielgestaltig: er kann thallös oder beblättert sein. Die Zellen enthalten zahlreiche Chloroplasten.
Die Unterscheidungsmerkmale zu den Laubmoosen beim Sporophyten sind:
- Er ist kurzlebig.
- Die Sporenkapsel ist ausdifferenziert, bevor der Kapselstiel (Seta) sich streckt.
- Die Seta ist zartwandig.
- In der Kapsel reifen alle Sporen gleichzeitig.
- Der Wand der Sporenkapsel fehlen die Spaltöffnungen.
- Die Kapsel öffnet sich mit vier Schlitzen und springt in vier Klappen auf.
- Die Kapsel hat keine zentrale Säule (Columella).
- In der Sporenkapsel werden Elateren gebildet.

### Symbiose von Lebermoosen und Pilzen
Lebermoose spielten eine bedeutende Rolle in der Evolution terrestrischer Ökosysteme durch ihre symbiotischen Beziehungen zu Pilzen. Diese Symbiose war entscheidend für die erste Besiedlung des Landes durch Pflanzen. Sie ermöglichte es den frühen Landpflanzen, sich an die trockenen und nährstoffarmen Bedingungen anzupassen, die an Land vorherrschten. Diese Anpassung war ein Schlüsselmoment in der pflanzlichen Evolution und trug wesentlich zur Diversifizierung des Lebens auf der Erde bei.
Die Symbiose zwischen Lebermoosen und Pilzen illustriert eine der frühesten Formen dieser evolutionären Anpassung. In dieser Partnerschaft sind Lebermoose teilweise oder vollständig von symbiotischen Pilzen abhängig, um ihren Kohlenstoffbedarf zu decken. Dies ist besonders bei Arten der Fall, die in schattigen oder nährstoffarmen Umgebungen leben, wo die Photosynthese allein nicht ausreichend ist, um den Energiebedarf der Pflanzen zu decken. Im Gegenzug liefern die Lebermoose den Pilzen organische Verbindungen, die diese für ihr Wachstum benötigen. Dieser gegenseitige Nährstoffaustausch ist für das Überleben beider Organismen in verschiedenen Ökosystemen entscheidend.

## Systematik
Als ältestes Fossil der Lebermoose galt bis 2008 Pallaviciniites devonicus. Es stammt aus dem Oberdevon und ähnelt sehr stark der rezenten Gattung Pallavicinia, davon ist auch der Gattungsname abgeleitet. Seit 2008 gilt Metzgeriothallus sharonae aus dem Mittleren Devon (Givetium) als ältestes Fossil.
Die Lebermoose wurden früher in nur einer Klasse „Hepaticae“ geführt. Molekulargenetische Untersuchungen führten zu einer immer weiteren Aufgliederung der Gruppe. Stech und Frey gliedern die Lebermoose wie folgt:
- Überklasse I
  - Klasse Treubiopsida
  - Klasse Haplomitriopsida
- Überklasse II
  - Klasse Blasiopsida
  - Klasse Marchantiopsida
- Überklasse III
  - Klasse Fossombroniopsida
  - Klasse Pallaviciniopsida
    - Ordnung Pallaviciniales
      - Familie Moerckiaceae
        - Gattung Moerckia

  - Klasse Pelliopsida
- Überklasse IV
  - Klasse Jungermanniopsida

Für eine Gliederung bis zur Familienebene siehe Systematik der Moose.

## Name
Der Name Lebermoose stammt aus dem Mittelalter, als Heilpflanzen nach dem Motto similia similibus curentur (Ähnliches heilt Ähnliches) ausgewählt wurden (Signaturenlehre). Der leberförmige Thallus etwa von Marchantia wurde als in Wein gekochter Extrakt als Medizin gegen Leberleiden eingesetzt. Der Begriff wurde dann auf die ganze Gruppe, auch auf die foliosen Lebermoose übertragen.

## Belege
- Jan-Peter Frahm: Biologie der Moose. Spektrum Akademischer Verlag, Heidelberg und Berlin 2001, ISBN 3-8274-0164-X
- Jan-Peter Frahm, Wolfgang Frey, J. Döring: Moosflora. 4., neu bearbeitete und erweiterte Auflage (UTB für Wissenschaft, Band 1250). Ulmer, Stuttgart 2004, ISBN 3-8001-2772-5 (Ulmer) & ISBN 3-8252-1250-5 (UTB)